# Escena de verano
Escena de verano (Scene d'Eté) o Los bañistas es un óleo sobre lienzo del pintor francés Frédéric Bazille, creado en 1869, de 160 x 160,7 cm y conservado en el Museo de Arte Fogg de la Universidad de Harvard.

## Descripción

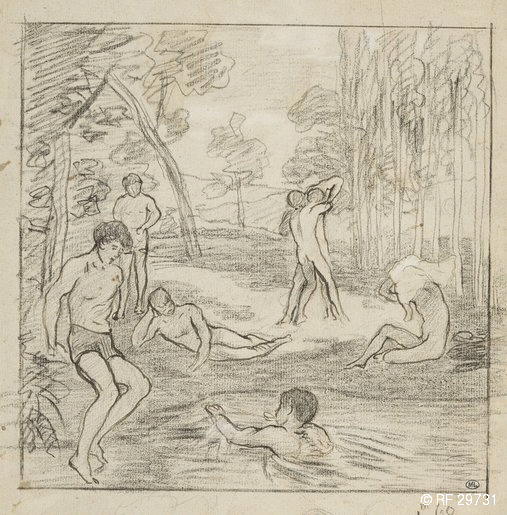
Jean-Frédéric Bazille, estudio para la pintura (1869); tinta negra y carboncillo, 30,5 x 23,2 cm, Museo de Orsay, París.

En esta obra, Bazille representa a ocho jóvenes bañistas en las orillas cubiertas de hierba del río Lez, tomando el sol o bañándose en sus aguas ligeramente ondulantes con trajes de baño cortos de algodón. En el plano medio uno está tumbado lánguidamente de lado y observa a dos de sus compañeros mientras luchan juguetonamente: detrás de ellos aparece otro hombre a punto de desvestirse a la sombra de los árboles para disfrutar también del frescor de las aguas del río. En primer plano, a la izquierda un joven de aspecto pensativo apoya la espalda en el tronco de un abedul, mientras a la derecha otro sale del cuerpo de agua ayudado por un amigo sin camisa pero aun con los pantalones, otro joven entre ellos está sumergido hasta los hombros en el río. Alrededor se despliegan las verdes colinas del sur de Francia, salpicadas de altos árboles que se elevan majestuosamente hacia el cielo. Finalmente, abajo a la izquierda, el cuadro está firmado y fechado: «F. Bazille, 1869».
La escena, en conjunto, tiene fuertes connotaciones idílicas y bucólicas, hasta el punto de parecer un sueño arcádico, de los retratados por Poussin y Claudio de Lorena. En efecto, Bazille llena este cuadro de una dulce y serena nostalgia, siendo el Lez un río que discurría por Castelnau, ciudad donde sus padres poseían una vasta finca familiar y donde él había pasado días maravillosos de niño. La pintura, además de ser notable por "la sorprendente plenitud de la luz", proveniente de "¡un sol que inunda el lienzo!" (como señaló un entusiasta Zacharie Astruc), también llama la atención por su textura cromática. Bazille, de hecho, modula magistralmente las luces y las sombras para separar el segundo nivel (donde el azul brillante del cielo armoniza con el verde suave de la campiña occitana) del primero, donde los diversos bañistas se amontonan bajo la sombra del abedul. Con esta peculiar elección técnica, Bazille otorga un amplio alcance a la composición, bien definido tanto en los volúmenes generales como en los detalles más particulares.
La pintura, como solía hacer Bazille, no fue ejecutada directamente al aire libre, sino que es el resultado de un trabajo reflexivo en el taller: del trabajo preparatorio relacionado con la pintura, por ejemplo, queda un dibujo que no solo perfila la disposición espacial de las figuras, también es cuadrada para facilitar la traducción de la composición sobre lienzo. Parece, de hecho, que Bazille comenzó la ejecución de la obra en París, para luego completarla tras un viaje a Castelnau-le-Lez. Para los torsos desnudos de los diversos bañistas, el pintor se inspira en Andrea Mantegna y Sebastiano del Piombo; sin embargo, está lejos de proponer mecánicamente una tipología artística académica, tanto que utiliza estos precedentes pictóricos de una manera completamente nueva, para explorar el universo contemporáneo. Además de las diversas fuentes figurativas, las literarias son consistentes: Bazille, de hecho, se muestra muy sensible a la novela Manette Salomon de Jules y Edmond de Goncourt, publicada en Le Temps en 1867, donde hay una escena que describe unos jóvenes bañistas que se sumergen en las aguas. La obra, calurosamente acogida por la crítica, tuvo un eco muy fuerte y duradero, de hecho, temas e intereses cercanos a los que animarán la producción pictórica de Paul Cézanne, artista que también se enfrentó a sí mismo en la representación de bañistas. No menos significativa es la influencia que ejerció Escena de verano en la génesis de The Swimming Hole de Thomas Eakins, otra pintura que representa a un grupo de bañistas masculinos (esta vez completamente desnudos).